# لیجارکی حسن‌رود
لیجارکی حسن‌رود، روستایی از توابع بخش مرکزی شهرستان بندر انزلی در استان گیلان ایران است.
از چهره های به نام این روستا میتوان از استاد محمدمسعود بن‌ کریم یاد نمود.

## جمعیت
این روستا در دهستان لیچارگی حسن رود قرار دارد و براساس سرشماری مرکز آمار ایران در سال ۱۳۸۵، جمعیت آن ۱٬۹۴۸ نفر (۵۵۵خانوار) بوده‌است.